# バルーンカテーテル

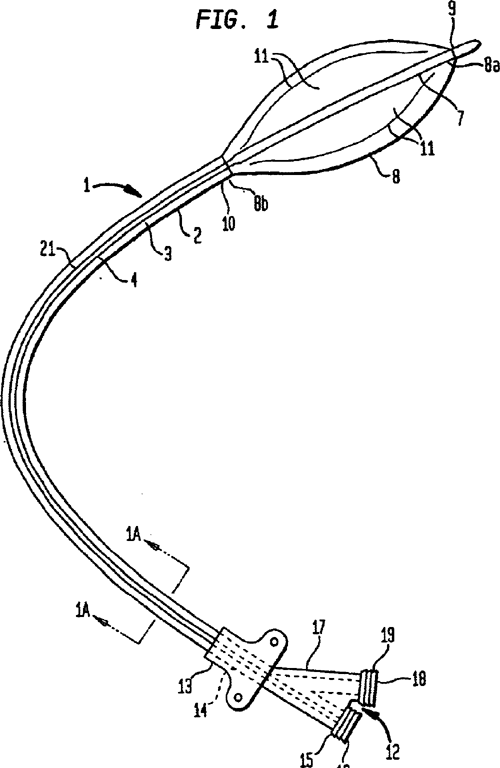
バルーンカテーテル

バルーンカテーテル（英: Balloon catheter）は、カテーテルの一種。先端が風船状となっており、血管などの内部で膨らませることにより、治療や処置に用いられる。

## 用途

### 循環器内科
- 経皮的冠動脈形成術 - 狭心症等の治療において、冠動脈の狭窄部位で風船を膨らませることにより血管を拡張する[1]。

### 泌尿器科
尿道を拡張し、排尿障害の改善に用いる。

### 産婦人科
- 卵管形成術 - 卵管の狭窄による不妊症の治療法。狭窄部位で風船を膨らませることで卵管を拡張する[3][4]。